# 守護者 (漫畫)
《守護者》是部十二集的限期系列（limited series）漫畫書，創作者為編劇艾倫·摩爾（Alan Moore），畫家大衛·吉布斯，以及上色畫家約翰·希金斯（John Higgins）。本系列漫畫由DC漫畫公司自1986至1987年單期出版，並在後來數度發行結集成獨冊的單行本。而同名改編的真人電影也於2009年上映，由查克·史奈德執導。
守護者受時代雜誌百大英文小說認同，成為自1923年以來出版的最佳英文小說之一。

## 創作背景
《守護者》的故事源自於艾倫·摩爾向DC漫畫提議的構想，原本採用的是DC漫畫先前收購自查爾頓漫畫公司（Charlton Comics）旗下的超級英雄人物。然而艾倫摩爾構思的故事會讓許多人物無法再使用於未來的故事中，因此主任編輯迪克·喬丹諾（Dick Giordano）最後建議艾倫·摩爾改用原創的角色。
艾倫·摩爾藉由《守護者》的故事來當作反應當代焦慮感與解構超級英雄概念的工具。《守護者》故事發生於架空歷史中，此時的美國正與蘇聯逼近無可挽回的核子戰爭中，自發性的扮裝執法者已被法律明文禁止，絕大部份的扮裝超級英雄若不是已退隱就是替政府工作。 故事著重於各主角的角色發展與掙扎，描寫幾位已退休的超級英雄為了調查一名政府贊助的超級英雄謀殺事件，迫使他們必須重披戰袍，最後導致他們必須面對由一位過去同伴所策劃，足以殺死數百萬無辜生命的核戰陰謀。
創意方面，《守護者》著重的是其創新的結構。大衛·吉布斯在整部漫畫中均使用一頁九分格的基本結構，並不時重複使用如沾有血跡笑臉這樣的符號。除了最後一期外，每一期漫畫中均刊載了額外的補充檔案，讓整部漫畫的背景更加完備。全篇故事的敘事則又與另一個故事相交錯，這個漫畫中的漫畫是由其中一名人物所閱讀的《黑船傳奇》（Tales of the Black Freighter）。
《守護者》不論在漫畫界與主流媒體都受到極佳的好評，被視為漫畫媒體中的經典作品。於1988年，奪得雨果獎─也是歷史上唯一一套榮獲此文學獎的漫畫；於2006年，獲美國時代雜誌選為史上（[自1923年起，這年是時代雜誌的創刊年）最佳100本英文小說。在數度將本漫畫改編為電影的嘗試後，導演Zack Snyder的守護者將於2009年三月上映。

## 故事
《守護者》的故事發生於1980年代現實世界的架空世界中；唯一的差異點在於超級英雄的存在。在此版本的美國由於超級英雄的存在，大幅的影響並改變了許多現實世界中的事件，例如越戰以及尼克森的總統任期。為符合本故事現實主義的基調，因此雖然《守護者》中的扮裝執法者常被稱為「超級英雄」，但唯一具有明顯超人能力的只有曼哈頓博士。曼哈頓博士的存在賦予美國超越蘇聯的戰略優勢，也造成兩國間不斷惡化的緊張情勢。此外，大眾對於超級英雄的觀感不良，導致在1977年通過法令禁止超級英雄。許多英雄因此退隱，曼哈頓博士與笑匠持續以政府編制幹員的形式運作，而變臉羅夏則持續遊走於法律邊緣。

### 劇情提要
1985年十月，紐布警方正著手調查艾德華·布雷克的兇殺命案。警方的偵查毫無進展，扮裝英雄羅夏決定深入調查。他發現布雷克的真實身份是受僱於美國政府的扮裝英雄笑匠，羅夏認為自己發現了一個以扮裝英雄為消滅目標的詭計，進而動身警告四位過去的同伴：丹·崔博格（前身為第二代夜梟），具有超人力量但情感疏離的曼哈頓博士與他的愛人蘿莉·猶斯派契克（第二代靈絲），以及安德林·徫特（前身為智謀者，現在則是成功的商人）。
布雷克葬禮結束後，曼哈頓博士在全國性的電視節目上被指控是造成數位友人與同僚罹患癌症的禍首。當美國政府認真對待此項指控時，曼哈頓博士決定自我放逐至火星。此舉連帶造成地球上重大的政治動盪，因為蘇聯洞悉到美國突然出現的弱勢，進而趁機舉兵侵略阿富汗。羅夏原本看似偏執的推測在安德林·徫特僥倖躲過刺殺行動後開始顯得並非空穴來風，但變臉羅夏本身卻被誣陷謀殺而被捕。
蘿莉·猶斯派契克厭倦了與曼哈頓博士的感情，加上頓時失去政府的奧援，她開始借住在丹·崔博格的家中；隨著兩人間感情加溫，他們也再度披上過往的超人服裝。由於崔博格開始相信羅夏的部份陰謀論，兩人決定要將羅夏救出監獄。曼哈頓博士在徹底分析完自己的個人歷史後，決定讓猶斯派契克來決定他是否要干預人類的事務。他將她傳送到火星來導論這段感情是否值得繼續投資。在兩人爭論的過程中，猶斯派契克被迫正視布雷克其實是她生父的事實，這項發現讓曼哈頓博士重拾了對人類的興趣。
在地球上，夜梟與羅夏繼續調查圍繞在笑匠之死與逼迫曼哈頓博士流亡的陰謀。他們發現安德林·徫特有可能是幕後的黑手。兩人於是前往徫特位於南極的基地。徫特解釋他計畫的真正目的是在拯救人類免於被美蘇無可避免的核戰所毀滅，他策劃了一場外星人入侵紐約市的假戲，藉此他希望各國間因為共同敵人的出現而轉為互助團結。他也承認了是他殺死了笑匠，也是他讓曼哈頓博士的舊識罹患癌症，還假造了自己的刺殺事件以排除自己的嫌疑。崔博格與變臉羅夏認為他的邏輯既冷酷又可憎，兩人試圖阻止徫特，但卻發現他的計畫已經開始實行了。
當曼哈頓博士與猶斯派契克回到地球時，他們面對的是發生在紐約市大規模的毀滅與巨大的死傷。曼哈頓博士發現自己的能力由於自南極發射出的快子而大幅減弱，兩人決定傳送到該地。他們發現了徫特的計畫並試圖阻止他。徫特讓每個人看到新聞轉播，他確實成功造成了全球性的解除敵對，這讓在場所有人幾乎都同意向大眾隱藏事實對於整個世界是最有利的。羅夏拒絕妥協並離開，意在揭露事情的真相。在他返回的中途，羅夏被曼哈頓博士攔下。羅夏告訴曼哈頓博士要阻止他揭發徫特與他的陰謀唯有殺了他一途，曼哈頓博士因此將他蒸發。接著曼哈頓博士回到基地發現了徫特，他問曼哈頓博士在一切結束後的現在他是不是做了正確的事。曼哈頓博士的回答是「沒有什麼事會真正的結束。」然後便離開地球前往另一個星系。崔博格與猶斯派契克以新的身份繼續隱居並持續兩人的愛情。
一切结束，世界处于和平，社会的人们皆充满着爱与和平。报纸无事可报，老板叫员工拿点料填空缺的两版，此时员工打算拿“奇闻异事篮”里的文章，却意外收到了之前罗夏寄来的日志......
|             | 这将是一个更强大的世界, 一个更强大且充满爱的世界, 值得誓死捍卫。 |
| ——约翰·卡尔 |                                                                  |

## 人物
艾倫·摩爾意在藉由《守護者》創造出四到五種「極端相互對立」的世界觀，好讓讀者自行決定哪一方是自己最認同的道德觀。摩爾不相信「（硬塞進）反芻過的道德」到讀者的口中，相反的他採用以矛盾的角度來呈現各英雄人物。摩爾表示「我們想做的是真實呈現每個人物的面貌，包括最難看的瘡疤。讓讀者瞭解就算是最糟糕的角色也有優點，而最優秀的人物也有其缺點。」

### 守護者（Watchmen）
- 笑匠（英语：Comedian (comics)）（The Comedian）／艾德華·「艾迪」·布雷克（Edward "Eddie" Blake）

在故事開場時就已死亡，而他的死亡正是讓劇情啟動的事件。此角色在故事中不時以回憶的方式出現，他的人物特質則藉由其他角色帶出。笑匠的角色改編自查爾頓漫畫公司旗下的和平使者（Peacemaker）一角，還加入了漫威漫畫公司旗下諜報員角色尼克·福瑞（Nick Fury）的特質。摩爾與吉布斯認為笑匠是「類似高登·利迪（Gorden Liddy）的角色，但更為高大強悍」。吉布斯給了他格魯喬·馬克思的外觀（鬍子和雪茄），而再決定笑匠的設計時則打定了DC漫畫的人物小丑來參考。理查·雷諾描述笑匠是一個「肆無忌憚，憤世嫉俗，虛無主義的人，但對於在扮裝英雄的角色這個議題上卻比其他人物具有更多更深的見解」。「他與曼哈頓博士是在基恩法案（Keene Act）通過禁止超級英雄後唯一受政府立案的超級英雄。雖然他在1940年代曾試圖強暴第一代的靈絲，但在第八期中揭露兩人後來曾有段情投意合的短暫情愫，並生下女兒蘿莉。在電影《守護者》中由傑弗里·迪恩·摩根飾演此角。
- 曼哈頓博士（Doctor Manhattan）／ 強納森·「強」·奧斯特曼博士（Doctor Jonathan "Jon" Osterman）

受美國政府委聘，具有超人力量的超人生物。科學家強納森·奧斯特曼於1959年被困於「內涵性量場分離器」後獲得了超人力量。曼哈頓博士的角色架構於原查爾頓漫畫公司（現被DC漫畫公司收購）旗下的原子隊長（Captain Atom）一角，在摩爾原本的構想中是原子隊長深陷於核戰陰影的威脅。不過摩爾發覺以曼哈頓博士被設定為「某種量子能量型的超人」這樣的角色比原子隊長會更具有發揮的餘地。不同於其他角色對於力量來源缺乏科學上的解釋，摩爾在建構曼哈頓博士時特別研究了原子核物理學與量子力學。摩爾認為一個生活在量子世界中的人物將不會以直線的角度來衡量時間，這會影響此人物對於人類事件的觀點。摩爾還特別避免創造出一個毫無情感的人物，像是《星艦奇航記》中的史巴克，因此他讓曼哈頓博士留有「人類的習慣」，但逐漸的與這樣的習慣與人性漸行漸遠。吉布斯先前曾創造出一個藍皮膚的角色 獨行戰將 (Rogue Trooper)，他解釋再度使用藍皮膚特徵在曼哈頓博士上是因為藍色與皮膚的色調接近，但是卻有獨特的色澤。摩爾將藍色結合在故事中，而吉布斯也刻意調整整部漫畫的用色來凸顯曼哈頓博士。摩爾回憶他當時不確定DC漫畫是否會讓他使用全裸的人物，也部份影響到到他們如何呈現曼哈頓博士。吉布斯希望以比較有品味的方式來描繪曼哈頓博士的裸體，小心的使用正面全裸的畫面，並賦予他「不明顯」的生殖器官，像是古典的雕像般，如此讀者才不會特別注意。在電影《守護者》中以電影動作捕捉CG特效製成身體，還用Greg Plitt的健美身材和語音為藍本，而比利·庫達普則是負責人物的頭和人類記憶時期的曼哈頓博士。在電視劇《守護者》則由葉海亞·阿巴杜-馬汀二世飾演此角。
- 夜梟二代（Nite Owl）／丹尼爾·「丹」·崔博格（Daniel "Dan" Dreiberg）

一位退休的超級英雄，專用以貓頭鷹為主題的工具設備。夜梟的角色是建築在藍甲蟲。此藍甲蟲（Blue Beetle）系第二代藍甲蟲泰德·科德（Ted Kord），在後來的《無限危機》漫畫中被麥克斯·維爾槍斃而犧牲。當中就像泰德·科德有位前輩一樣，摩爾在守護者中也設計了一個早期使用「夜梟」為名的冒險家，也就是退休的正義戰士荷利斯·曼森（Hollis Manson）。摩爾給了吉布斯角色設定的大綱好讓他可以設計人物，但吉布斯以自己十二歲時創造的名字與服裝給荷利斯·曼森使用。理查·雷諾在《超級英雄：現代神話學(Super Herose: A Modern Mythology)》一書中指出，雖然夜梟的角色源自於查爾頓漫畫公司的人物，但他的行事作風更像是DC漫畫旗下的人物蝙蝠俠。根據捷歐夫·克洛克（Geoff Klock）表示，夜梟的平民裝扮像是個中年無能的克拉克·肯特。在電影《守護者》中由派翠克·威爾森飾演此角。
- 法老王（英语：Ozymandias (comics)）（Ozymandias）／安德林·亞歷山大·徫特（Adrian Alexander Veidt）

徫特原本的靈感是來自於亞歷山大大帝的超級英雄法老王，但已經退休並專注於經營自己的企業。偉特據說是世界上最聰明的人。法老王是直接取材自雷電俠彼德·坎能(Petter Cannon, Thunderbolt)，摩爾十分喜愛這個既能善用智慧又可以精確駕馭自己體能與心靈的角色。理查·雷諾指出，由為了「幫助世界」為出發點，偉特展現了在一般超級英雄漫畫中在反派人物上常見的特質，而他也在某種程度上確實是本書中的「反派」。吉布斯表示「他最大的罪惡之一是在某種程度上看不起且藐視自己之外的全體人類」。在電影《守護者》中由馬修·古德飾演此角。，在電視劇《守護者》則由傑瑞米·艾朗飾演此角。
- 羅夏（Rorschach）／華特·約瑟夫·寇瓦克斯（Walter Joseph Kovacs）

羅夏是位帶著假面的義俠，面罩上有著不斷變化的墨漬，虽然已經為法令所不容但他仍不間斷的打擊罪犯。摩爾表示他希望創造出一個「典型的史蒂夫·迪特科式人物，有個可笑的名字，姓氏的開頭為K，有著設計怪異的面罩」。摩爾根據迪特可創造的A先生（Mr. A）為羅夏的藍本，迪特可為查爾頓漫畫公司所設計的疑問俠（The Question）也是參照的對象。漫畫歷史學家佈雷德福·懷特（Bradford W. Wright）描述羅夏的世界觀是「具有一套非黑即白價值觀，這樣的價值觀雖然不斷的改變形式，但卻決不會混合成任何程度的灰色地帶，就像他名字所指涉的墨迹测验一樣。」羅夏視存在為隨機性的，佈雷德福認為這樣的觀點讓他可以在這「具有空白價值觀的世界」中「自由的潦草勾勒出屬於自己的設計」。摩爾表示他直到第四期時都沒有預料到羅夏之死，但他瞭解到羅夏毫不妥協的個性註定了他將死的命運。在電影《守護者》中由傑基·厄爾·哈利飾演此角。
- 靈絲二代（Silk Spectre II）／蘿瑞·「蘿莉」·珍·猶斯派契克（Laurel "Laurie" Jane Juspeczyk）

第一代靈絲的女兒，與母親維持著疏離的緊張關係。靈絲並沒有依照任何特定的查爾頓漫畫公司人物為藍本，摩爾感覺他需要一個女性的主要角色，而自黑金絲雀（Black Canary）與幽靈女俠（Phantom Lady）等女性英雄人物上捷取靈感。在電影《守護者》中由瑪琳·艾珂曼飾演此角，在電視劇《守護者》則由琴·史瑪特飾演此角。

### 義勇兵團（Minutemen）
- 夜梟（Nite Owl）／荷利斯·曼森（Hollis Mason）

第一代夜梟，自1962年退休，曾寫過自傳《揭密之下》（Under The Hood）。荷利斯是唯一一個在義勇兵團中純粹享受偽裝的冒險者。因為夜梟二代和靈絲二代的緣故，使得他遭到數位混混手持夜梟獎杯不斷重擊頭部而死。在電影《守護者》中由史蒂芬·馬克哈帝飾演此角，而克林特·卡爾頓則飾演年輕版的荷利斯。
- 大都會隊長（Captain Metropolis）／尼爾森·「尼利」·嘉納（Nelson "Nelly" Gardner ）

在電影《守護者》中由達里爾·史赫拉飾演此角。在電視劇《守護者》則由傑克·麥克道曼飾演此角。
- 笑匠（The Comedian）／艾德華·布雷克（Edward Blake）

見上文。
- 靈絲（Silk Spectre）／莎莉·朱比特（Sally Jupiter）／莎莉·猶斯派契克（Sally Juspeczyk）

在電影《守護者》中由卡拉·古奇諾飾演此角。
- 蒙面俠客（Hooded Justice）

在電影《守護者》中由格倫·恩尼斯飾演此角。在電視劇《守護者》則由小路易斯·格塞特飾演此角。
- 天蛾人（Mothman）／拜倫·路易斯（Byron Lewis）

在電影《守護者》中由尼歐·邁特飾演此角。
- 美鈔人（Dollar Bill）／威廉·班傑明·「比爾」·布雷迪（William Benjamin "Bill" Brady）

在電影《守護者》中由丹·佩恩飾演此角。
- 剪影美人（The Silhouette）／烏蘇拉·贊特（Ursula Zandt）

在電影《守護者》中由阿波羅尼亞·邦歐瓦飾演此角。

## 其他媒體

### 電影
- 《守護者》（2009）

### 電視劇
- 《守護者》[3]（2019）

### 動畫電影
- 《守護者（英语：Watchmen (2024 film)）》（2024）

### 動態漫畫
- 《守護者：動態漫畫（英语：Watchmen: Motion Comic）》（2008–2009）

### 遊戲
- 《守護者：末日將臨（英语：Watchmen: The End Is Nigh）》（2009）

## 外部連結
- 官方网站
- 中的“Watchmen”
- Watching The Detectives: An Internet Companion for Readers of Watchmen